# Depredación de huevos

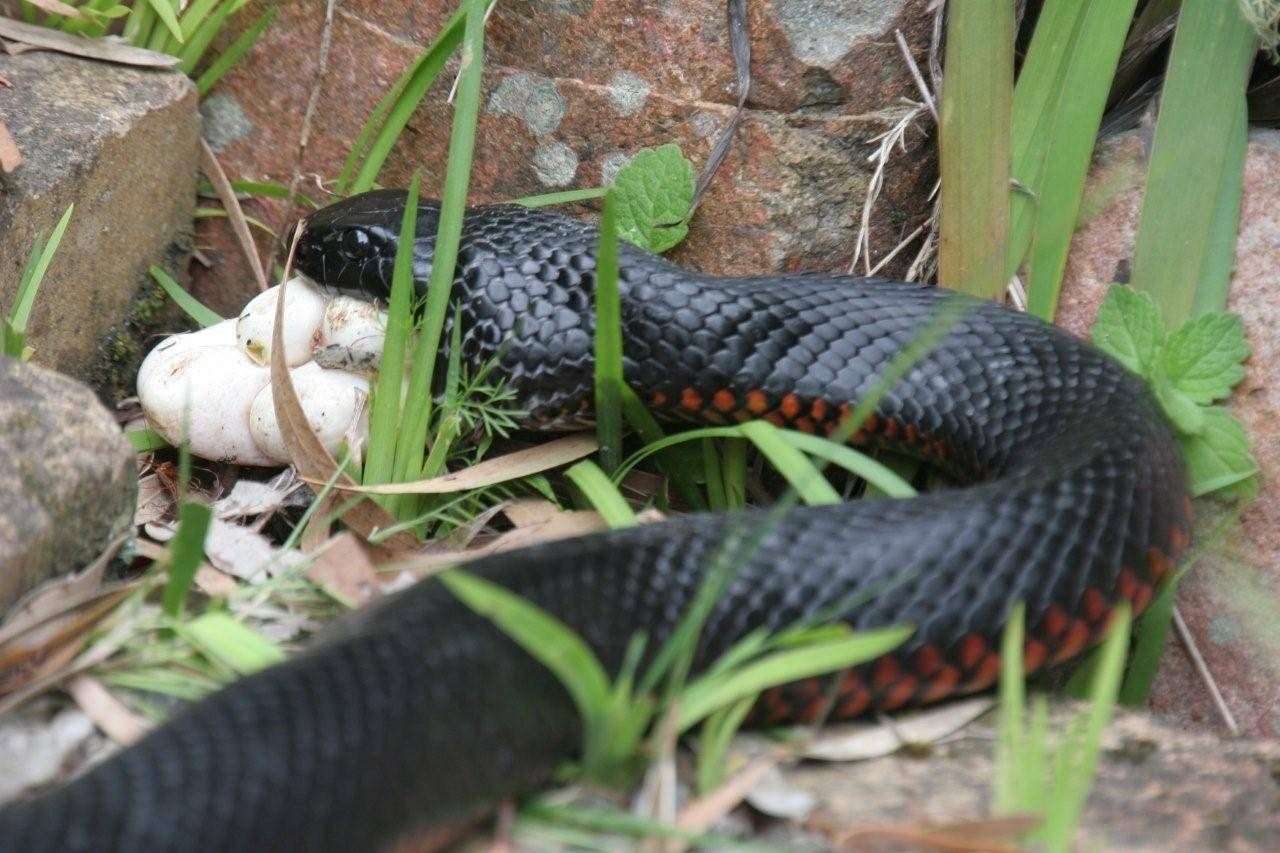
Una serpiente negra de vientre rojo Pseudechis porphyriacus comiendo huevos de la serpiente arbórea verde Dendrelaphis punctulatus

La depredación de huevos u ovivería es una estrategia de alimentación en muchos grupos de animales (ovívoros) en la que consumen huevos. Dado que un huevo fertilizado representa un ser vivo completo en una etapa de su ciclo de vida, comer un huevo es una forma de depredación, la matanza de otro organismo para alimentarse.
La depredación de huevos se encuentra ampliamente presente en todo el reino animal, incluidos peces, aves, serpientes, mamíferos y artrópodos. Algunas especies son depredadores especializados de huevos, pero muchas más son generalistas y toman huevos cuando surge la oportunidad.
Los humanos han introducido accidental o intencionalmente depredadores de huevos, como ratas, en lugares donde antes no había ratas, lo que ha causado daños a especies nativas, como las aves marinas que anidan en el suelo. Las aves depredadoras, como los cuervos y las gaviotas, se han extendido, amenazando a las aves que anidan en el suelo, como el urogallo de las artemisas y los charranes. Las medidas para controlar a estos depredadores incluyen el uso de huevos envenenados como cebo.

## Definiciones
Un animal ovívoro se define como aquel que se alimenta principalmente de huevos, derivando su nombre del latín "ovum", que significa huevo, y "vorare", que se traduce como devorar. Un ovívoro obligado o depredador de huevos es un animal que se alimenta exclusivamente de huevos. Esto es diferente de un parásito de huevos, un animal como una avispa parásita que crece dentro del huevo de otro insecto.

## Relación ecológica
La depredación de huevos es una relación ecológica en la que un animal (un depredador) caza y come los huevos de otra especie (presa). Esto reduce la aptitud evolutiva de los padres cuyos huevos son depredados.

### Depredadores generalistas de huevos

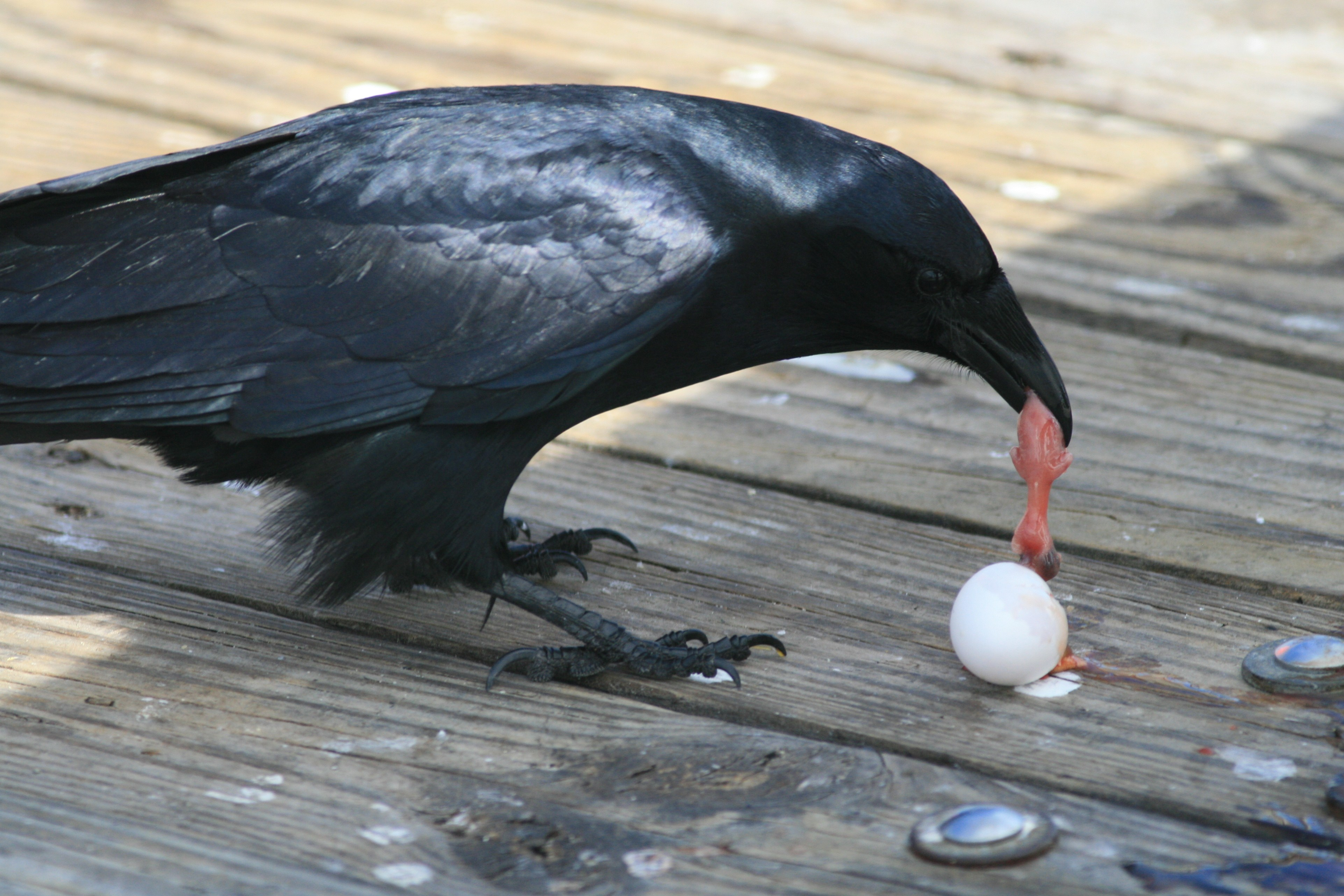
Los depredadores generalistas y omnívoros como este cuervo pez, Corvus ossifragus, comen huevos entre muchas otras presas cuando tienen la oportunidad.

Los depredadores generalistas pueden tener un efecto sustancial sobre las aves que anidan en el suelo, como el chorlito dorado europeo, Pluvialis apricaria: en Noruega, el 78,2% de los nidos de esta especie fueron depredados. La eliminación experimental de dos depredadores de nidos y huevos, el zorro rojo y la corneja negra, aumentó el porcentaje de parejas que emplumaron crías de aproximadamente el 18% a aproximadamente el 75%. El aumento de la población de muchos depredadores generalistas, como el busardo ratonero, el tejón, la corneja negra, la marta, el cuervo y el zorro rojo en Escocia, ha contribuido a la disminución de varias especies de aves que anidan en el suelo al capturar huevos, crías y gallinas incubadoras (hembras).

### Comportamientos aprendidos para la depredación de huevos
Los córvidos, como los cuervos, son inteligentes y capaces de desarrollar nuevos comportamientos de búsqueda de alimento. En el siglo XXI, los cuervos pequeños han aprendido a depredar las madrigueras de los pingüinos pequeños para acceder a los huevos en la isla Phillip, frente a la costa sureste de Australia. Aproximadamente una cuarta parte de los ataques se produjeron a través del agujero de entrada (sólo en madrigueras cortas); el resto se produjeron cavando un agujero en el techo de la madriguera. Los cuervos depredaron el 61% de las madrigueras monitoreadas.

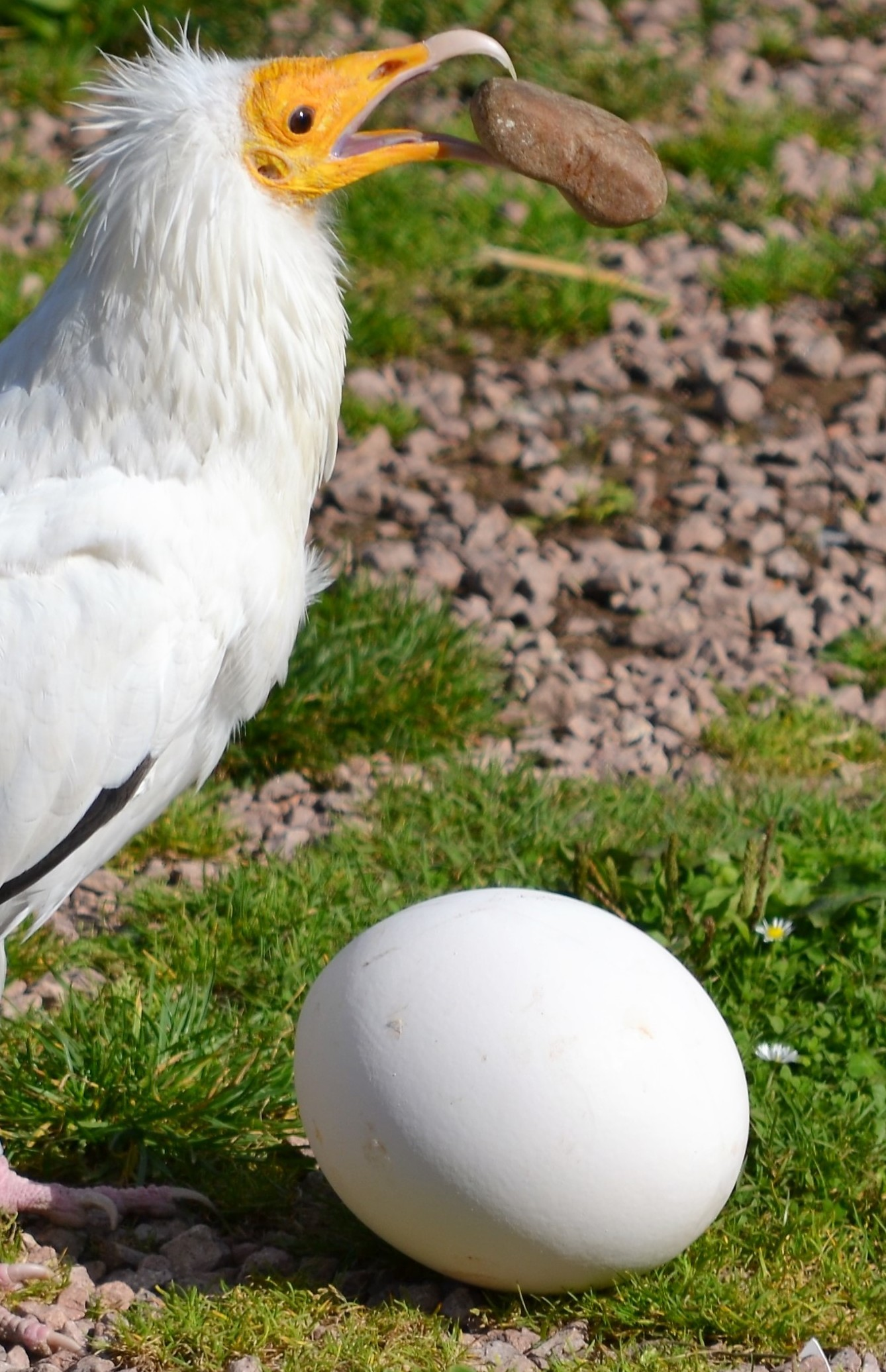
Buitre egipcio usando una piedra para romper un huevo demasiado grande para recogerlo

La primatóloga Jane Goodall observó que algunas aves y mamíferos utilizaban herramientas para romper huevos. Los buitres egipcios dejan caer huevos pequeños para romperlos y también arrojan piedras a los huevos de avestruz que son demasiado grandes para recogerlos. Varias especies de mangostas arrojan huevos a las rocas o recogen huevos y los dejan caer sobre las rocas.

### Depredadores especialistas de huevos
Algunas serpientes se especializan en la depredación de huevos, como la serpiente kukri de Formosa Oligodon formosanus, la serpiente marina jaspeada Aipysurus eydouxii, las serpientes comedoras de huevos africanas (Dasypeltis spp.) y la serpiente comedora de huevos india Elachistodon westermanni. Estas serpientes tienen varias adaptaciones a su dieta, como dientes atrofiados y glándulas venenosas, que ya no son necesarias para capturar presas (aunque los pocos dientes de las serpientes africanas que comen huevos todavía se usan para ayudar a agarrar los huevos al tragarlos). La serpiente marina jaspeada también tiene una mutación por deleción en su gen de toxina de tres dedos, lo que reduce la toxicidad de su veneno entre 50 y 100 veces. En las serpientes africanas e indias que se alimentan de huevos, hay hipapófisis (protuberancias) en las vértebras que se utilizan para romper los huevos tragados.
Entre los invertebrados, la sanguijuela piscicólida acuática Cystobranchus virginicus es un depredador de huevos. Puede ser un ovívoro obligado, ya que no se le ha visto alimentarse de un adulto, pero se le ha encontrado en los nidos de una variedad de especies de peces de agua dulce norteamericanos de los géneros Campostoma y Moxostoma. Una especie de trips, Mirothrips arbiter, de Brasil es un depredador obligado de huevos; se reproduce en colonias de avispas de papel (Polistinae); tanto sus larvas como sus adultos se alimentan de los huevos de la avispa.

### Estrategias contra la depredación de huevos

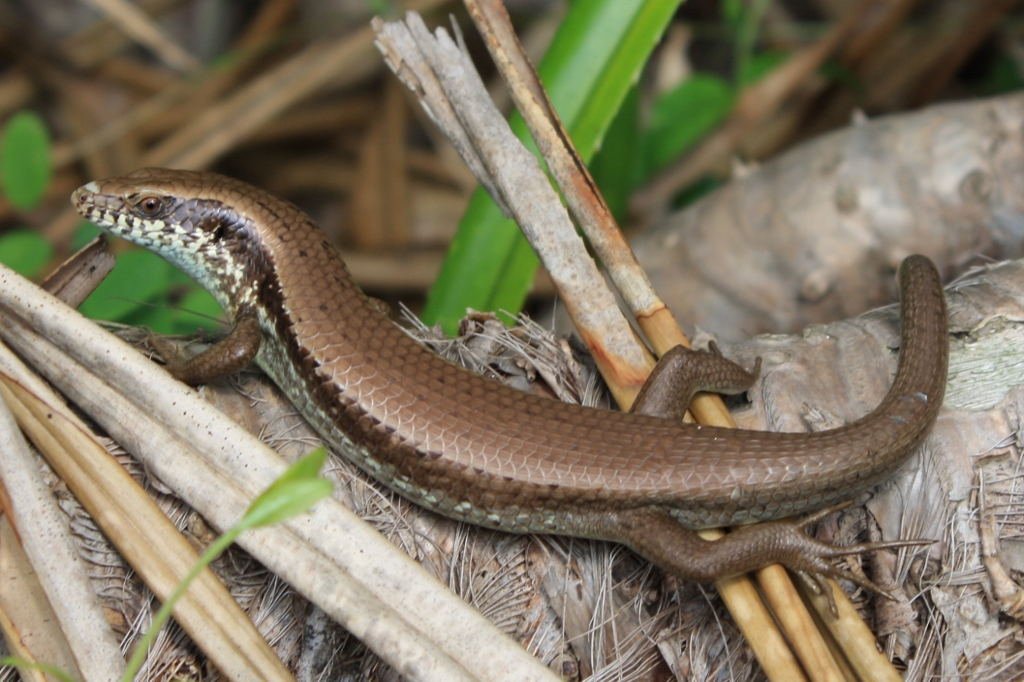
El eslizón de cola larga, Eutropis longicaudata, defiende activamente su nido contra las serpientes.

La teoría de selección r/K implica dos estrategias amplias para sobrevivir a la depredación: reproducirse tan rápidamente (estrategas r) que los depredadores no puedan eliminar a la presa; o proporcionar cuidados suficientes (estrategas K) para un número menor de crías para que suficientes de ellas sobrevivan hasta la edad adulta. En el caso de los huevos, esto significa que los estrategas r ponen una gran cantidad de huevos, mientras que los estrategas K se encargan de proteger una cantidad menor de huevos. Las chinches de encaje del género Corythucha están sujetas a la depredación de huevos por parte de depredadores de huevos obligados, como las chinches míridas, las chinches piratas y los trips, y responden a ella de distintas maneras. Las madres C. solani defienden sus huevos de los depredadores, mientras que C. marmorata entierra sus huevos dentro de las hojas y los distribuye en el espacio y el tiempo.

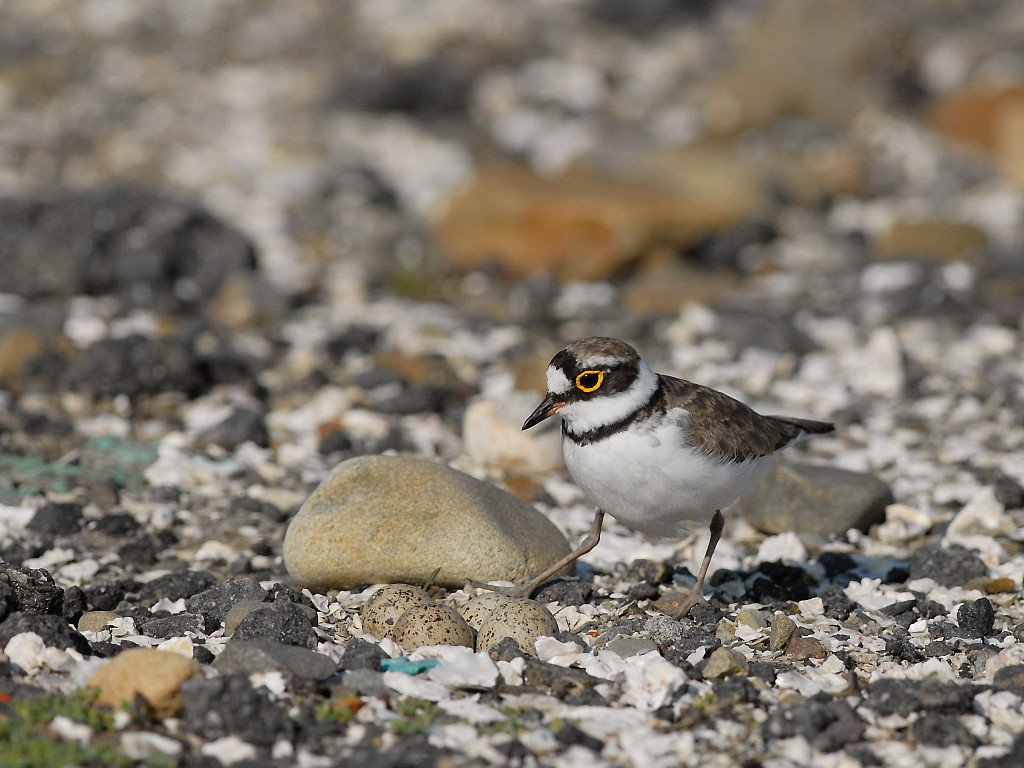
Chorlito chico en su nido; los huevos están camuflados como los guijarros entre los que son depositados.

Los nidos de aves son vulnerables a la depredación de huevos, especialmente en el caso de aquellos patos eider que anidan en el suelo. En respuesta al robo de huevos de los nidos de los patos eider, la mitad de los individuos comenzaron una nueva nidada de huevos en un nuevo nido; siempre evitaron el área alrededor del nido robado. Las aves que anidan en los árboles también son depredadas por serpientes, mamíferos y aves, particularmente en los bosques tropicales. En Costa Rica, se observó que la tasa de depredación de nidos artificiales alcanzó su punto máximo en altitudes intermedias, específicamente entre 500 y 650 metros, mientras que en altitudes superiores, como a 2.740 metros, la depredación disminuyó. Este fenómeno podría ser una de las razones que motiva a diversas especies de aves a migrar hacia zonas más elevadas durante su período de reproducción. La depredación de huevos por parte de serpientes rara vez encuentra oposición directa, pero el eslizón asiático de cola larga Eutropis longicaudata protege agresivamente sus huevos de la serpiente kukri de Formosa, Oligodon formosanus.

Los huevos de las aves son coloridos y estampados, aparentemente principalmente para camuflarse y engañar a los ojos de los depredadores de huevos; por ejemplo, los zarapitos euroasiáticos anidan entre hierbas altas y tienen huevos que son verdes y moteados como su fondo, además de ser defendidos por los adultos; en contraste, los huevos de los chorlitos anillados pequeños, puestos en playas de guijarros, son pálidos y moteados, difíciles de ver entre pequeñas piedras.

## Registro fósil

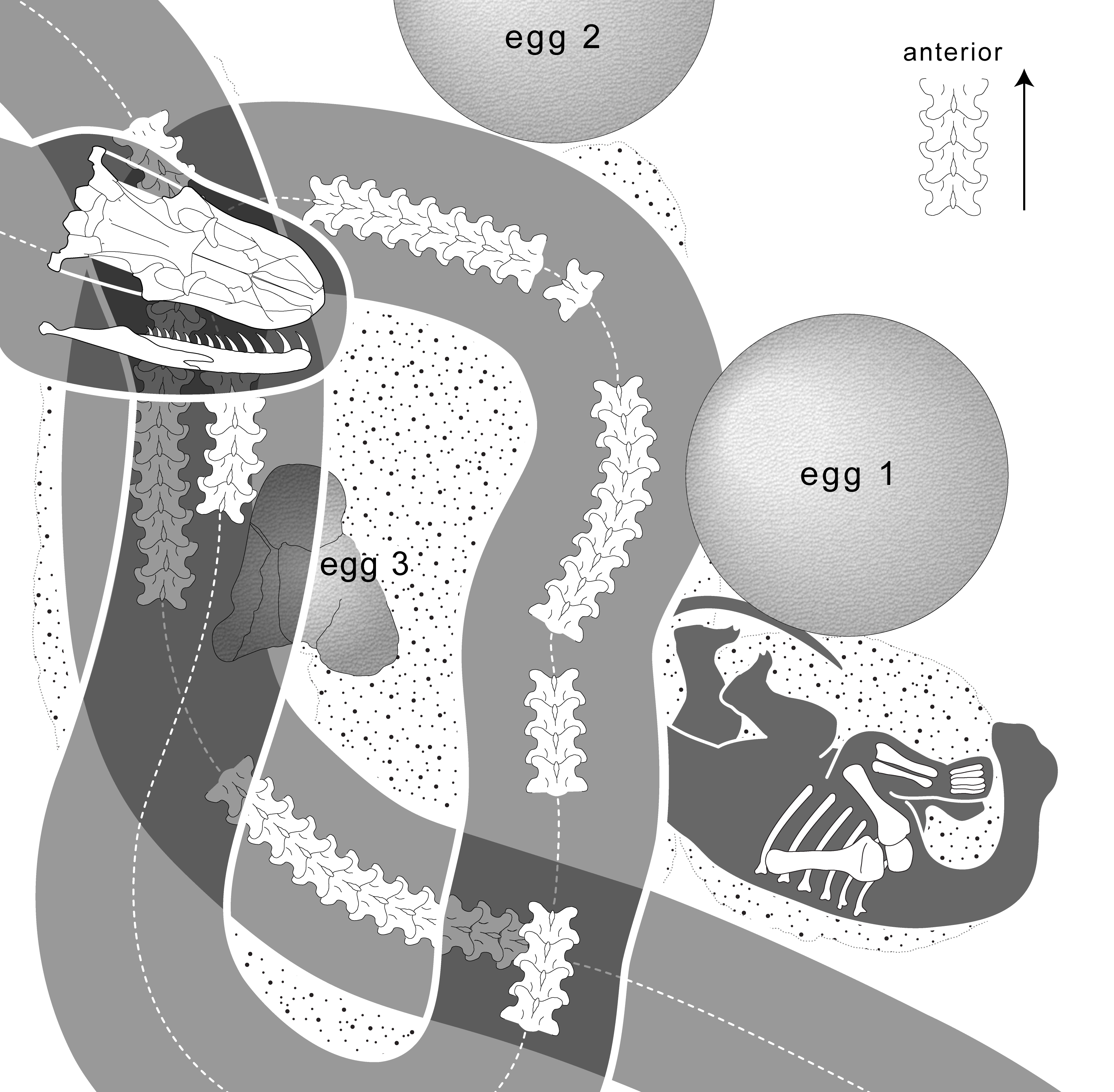
Diagrama de la serpiente fósil Sanajeh tal como se encontró, enrollada con huevos y crías de saurópodo

La depredación de huevos puede ser una antigua estrategia de alimentación. Un fósil de la serpiente Sanajeh del Cretácico tardío del oeste de la India, encontrado enrollado alrededor de un huevo y una cría de dinosaurio saurópodo, era muy probablemente un depredador de los lugares de anidación de los saurópodos, incluidos los huevos. Sanajeh medía unos 3,5 metros (11,5 pies) de longitud; su cráneo medía 95 milímetros (3,7 plg) de largo. Oviraptor fue un dinosaurio del Cretácico tardío; recibió su nombre, que significa "ladrón de huevos", ya que inicialmente se pensó que era un depredador de huevos; más tarde, se descubrió que había estado incubando sus propios huevos, y sus mandíbulas sin dientes han sido reinterpretadas como adaptadas a una dieta diferente, tal vez de hojas.
Los saurópodos, considerados como algunos de los organismos más grandes que han existido en la Tierra, parecen haber adoptado una estrategia reproductiva r -seleccionada, caracterizada por la producción de un elevado número de huevos con cáscara dura. Esta estrategia contrasta notablemente con la selección K observada en las ballenas, mamíferos marinos de dimensiones similares. Las ballenas, a diferencia de los saurópodos, generan un número reducido de huevos que se desarrollan internamente, lo que implica una considerable inversión parental. Una posible explicación para esta diferencia radica en las limitaciones del tamaño de los huevos: al extrapolar las dimensiones de los huevos de aves en relación con el peso corporal de un adulto, se podría inferir que un saurópodo de 10 toneladas generaría huevos con un peso aproximado de 333 kilogramos, lo cual excede el límite (cercano a 10 kilogramos) que una cáscara de huevo podría soportar. Si esta hipótesis es válida, se deduce que los saurópodos debieron optar por una estrategia r -seleccionada, produciendo numerosos huevos relativamente pequeños, en lugar de ser una respuesta específica a la depredación de huevos.

## Interacción con humanos

### Daños a la pesca comercial
Entre los peces, la depredación de huevos por especies como el eglefino (Melanogrammus aeglefinus) puede contribuir a la disminución de poblaciones de peces de importancia comercial, como el arenque del Atlántico (Clupea harengus). Este efecto puede ser importante en los intentos de restaurar las pesquerías dañadas por la sobrepesca.

### Especies introducidas e invasoras

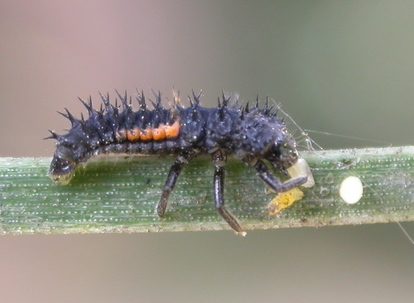
Larva de tercer estadio de Harmonia axyridis comiendo un huevo de otra especie de mariquita (probablemente Adalia)

Las especies invasoras frecuentemente se aprovechan de los huevos y las crías de las especies nativas. La mariquita arlequín Harmonia axyridis se alimenta de huevos de especies que incluyen otras mariquitas, como la mariquita de dos manchas Adalia bipunctata. Las hembras de las especies presas pusieron huevos con mayores cantidades de alcaloides defensivos cuando se produjo la depredación de huevos.

La depredación de huevos es una amenaza especialmente grave para las colonias de aves marinas que anidan en el suelo. Con frecuencia han elegido islas cercanas a la costa como sitios de anidación, ya que históricamente las islas tenían menos depredadores que el continente. La introducción accidental de especies depredadoras ha alterado la reproducción de las aves marinas, ya que estos tienen un suministro concentrado de alimento en forma de huevos en el suelo o en madrigueras y pueden aumentar rápidamente. Las poblaciones de las islas cercanas a la costa de Australasia se han visto ampliamente afectadas por especies exóticas, como ratas, que llegan en barco desde Eurasia. Las especies nativas, como los lagartos de lengua azul manchada, Tiliqua nigrolutea, y las ratas de agua, Hydromys chrysogaster, también pueden tener un impacto en las aves marinas como la pardela de cola corta, Ardenna tenuirostris, en las islas cercanas a Tasmania, aunque las tasas de depredación fueron relativamente bajas. Los huevos generalmente se capturaban cuando las madrigueras estaban desatendidas, lo que implica que los padres podían defender sus huevos de manera efectiva contra estos depredadores.

### Control de depredadores de huevos
Cuando las poblaciones preocupantes se ven amenazadas por depredadores de huevos, los conservacionistas pueden intentar controlar a los depredadores para permitir que las especies presas se recuperen. En el caso de los depredadores de aves, un enfoque ha sido colocar huevos de cebo tratados con el avicida de acción lenta DRC-1339. Esto ha controlado, por ejemplo, a los cuervos que amenazaban a los urogallos que anidaban en el suelo y, entre las aves marinas, a las gaviotas que amenazaban a las colonias de charranes que anidaban. Las tortugas marinas se reproducen poniendo y enterrando sus huevos en las playas de anidación, por lo que el control de los depredadores de huevos en estos sitios puede ser eficaz para ayudar a la recuperación de las poblaciones de tortugas.